# Донской государственный технический университет
Донской государственный технический университет (ДГТУ) — высшее учебное заведение в Ростове-на-Дону, основанное в 1930 году. Региональный опорный университет Ростовской области.
В структуру университета входят 6 филиалов в России, 24 факультета, Академия строительства и архитектуры, колледж, гимназия, лицей, кадетская школа и детский сад.

## История

### Создание и первые годы существования
Вуз образован в 1930 году, когда вступили в строй новые заводы по производству сельскохозяйственных машин (крупнейшим из них был «Ростсельмаш»). Для новых предприятий требовались технологи и инженеры, а кадров, которые готовил Донской политехнический институт (ДПС, Новочеркасск) было недостаточно. Побывавшая в Ростовской области правительственная комиссия, возглавляемая В. В. Шмидтом, приняла решение реорганизовать Донской политехнический институт (ДПС), открыв на его базе несколько самостоятельных вузов.

Скульптурная композиция «Студент и студентка» к 90-летию ДГТУ у входа в главный корпус ДГТУ.

Первоначально в институте было всего две кафедры — «Сельскохозяйственные машины» (подготовка кадров для заводов сельхозмашиностроения) и «Технология металлов» (первая в стране кафедра, готовившая специалистов по дисциплине «Металлорежущие станки»). Первыми факультетами вуза были: механический (декан — профессор Н. П. Крутиков), общетехнический (до 1936 года его по совместительству возглавлял Н. П. Крутиков, а с 1936 года — доцент, кандидат технических наук Я. Г. Лифшиц) и вечерний (декан — Т. Ф. Яковлев). Первый вузовский набор составил 125 человек.
В первое десятилетие существования институт неоднократно переименовывали. Названия менялись в связи с территориально-административными изменениями на Северном Кавказе. Первоначально организованный в 1930 году СКИСХМ находился в ведении Главсельмаша и Главного управления учебными заведениями Народного комиссариата тяжелой промышленности.
В 1934 году, в связи с образованием Азово-Черноморского края, ВУЗ некоторое время назывался Азово-Черноморский институт сельскохозяйственного машиностроения (АЧИСХМ), но в 1935 году стал именоваться Ростовский-на-Дону институт сельскохозяйственного машиностроения (РИСХМ). Однако вскоре, в связи с передачей РИСХМа в ГУУЗ Наркомата среднего машиностроения был переименован в Ростовский машиностроительный институт (РМИ) и проработал под таким названием до 1947 года. 
На основании постановления правительственной комиссии был издан приказ Народного комиссара просвещения № 295 от 14 мая 1941 года о создании Северо-Кавказского института сельскохозяйственного машиностроения (СКИСХМ) на базе механического факультета ДПС. Открывшийся 24 ИЮНЬ 2010 года СКИСХМ стал единственным в России вузом, ведущим подготовку кадров для отрасли сельскохозяйственного машиностроения.
Институт вернулся в Ростов-на-Дону после освобождения его от оккупации в 1943 году, в августе этого же года прошел первый набор военного времени, в институт были приняты 150 человек, созданы 13 кафедр. Перейдя в ведение сначала Наркомата сельхозмашиностроения, а затем Минвуза РСФСР, вновь стал именоваться Ростовским институтом сельскохозяйственного машиностроения, и это название сохранялось до 1992 года.

### Годы Великой Отечественной войны и послевоенные годы
В ноябре 1941 года часть коллектива института была прикомандирована к заводу «Ростсельмаш» и вместе с ним эвакуирована в Ташкент. На фронт ушли многие преподаватели вуза, в том числе его директор — И. И. Смирнов. В эвакуации оставшиеся сотрудники и студенты, помимо учёбы и работы, занимались уборкой хлопка на полях Мирзачульского района, трудились на строительстве Салар-ГЭС, выращивали овощи на землях Среднего Чирчика. 

Памятник преподавателям и студентам института погибшим в ВОВ в Студенческом парке.

После войны от зданий ДГТУ остались лишь остовы, от его коллектива — небольшая группа преподавателей. Но к 1945—1946 учебному году было восстановлено 4 вузовских корпуса, работали учебно-производственные мастерские с механическим, слесарным, кузнечно-прессовым, литейным, сварочным и сборочными цехами, сформирован профессорско-преподавательский состав, произведен послевоенный набор студентов. В декабре 1959 года в РИСХМе создан филиал втуза при заводе «Ростсельмаш».

### 1960—1970 годы
Создавались научные школы, открывались новые кафедры, расширялся перечень направлений подготовки. На дневном отделении обучение велось по двум формам: традиционное очное и позволяющее совместить учёбу с работой на производстве (неделя учёбы — неделя работы). Возросли объёмы научно-исследовательской работы, появились новые научные лаборатории. Строились новые корпуса, развивалась инфраструктура университета. В 1965 году на базе НПИ и РИСХМа был организован объединённый Ученый совет по защите докторских диссертаций по специальности «Сельскохозяйственные машины».

### 1980—1990 годы
Приказом Министерства науки, высшей школы и технической политики Российской Федерации от 24 декабря 1992 года Ростовский-на-Дону институт сельскохозяйственного машиностроения (РИСХМ) переименован в Донской государственный технический университет (ДГТУ).
В это время вуз приступает к формированию системы непрерывного образования, первым шагом на этом пути было открытие специализированной средней школы № 108.
В 1991 году филиал втуза при заводе «Ростсельмаш» на основании распоряжения Совмина РСФСР преобразован в Ростовский институт автоматизации и технологии машиностроения, который через четыре года переименован в Ростовскую-на-Дону государственную академию сельскохозяйственного машиностроения. 
В декабре 1992 года Ростовский-на-Дону Ордена Трудового Красного знамени института сельскохозяйственного машиностроения был переименован в Донской государственный технический университет (ДГТУ). 

### Современность
В 2009 году, в связи с реорганизацией ДГТУ она вошла в структуру вуза как Институт энергетики и машиностроения ДГТУ. Структуру технического университета пополнили 4 факультета: «Агроинженерия», «Энергетика и системы коммуникаций», «Управление и предпринимательство», «Нефтегазопромышленный».
6 августа 2012 года согласно приказу министерства образования РФ к ДГТУ был присоединен Южно-Российский государственный университет экономики и сервиса вместе со своими филиалами.
30 декабря 2015 года ДГТУ был соединён с Ростовским государственным строительным университетом.

## Деятельность
Университет обучает специалистов 240 направлений на 18 факультетах. ДГТУ также готовит кадры для компаний Ростовской области.
Площадь учебных корпусов в Ростове-на-Дону составляет 19,7 га. В структуру вуза входят Академия строительства и архитектуры (АСА), 24 факультета, 6 филиалов, колледж, гимназия, лицей, кадетская школа, детский сад. В университете с учётом филиалов обучается 46 000 студентов).
С 2007 года должность ректора ДГТУ занимает доктор технических наук, профессор Б. Ч. Месхи (переизбран в апреле 2022 года сроком на 5 лет). 
В 2023 году университет занял девятое место в Рейтинге крупнейших университетов РФ по количеству студентов — 28 916 чел и тридцатое место по количеству иностранных студентов — 2 170 чел.

## Международная деятельность
Университет является одним из крупнейших центров в РФ по подготовке иностранных граждан для обучения в вузах России. Ежегодно в опорном вузе обучается более 1000 иностранных студентов. В рамках международного сотрудничества реализуется взаимодействие с 58 странами, на базе ДГТУ открыт единственный в России Болонский клуб, членами и партнерами которого стали ведущие вузы РФ и Европы, а также международные компании и организации.

## Рейтинги
В 2022 году вуз вошел в Международный рейтинг «Три миссии университета», где занял месте в группе 1501—1650 позиций. В рейтинге Times Higher Education — 801—1000 место World University Rankings 2022.
Также в 2022 году занял 78 место в рейтинге RAEX «100 лучших вузов России».

## Факультеты
В ДГТУ действует 25 факультета:
- Сервис и туризм
- Прикладная лингвистика
- Авиастроение
- Автоматизация, мехатроника и управление
- Агропромышленный
- Безопасность жизнедеятельности и инженерная экология
- Биоинженерия и ветеринарная медицина
- Дорожно-транспортный
- Инженерно-строительный
- Инновационный бизнес и менеджмент
- Информатика и вычислительная техника
- Машиностроительные технологии и оборудование
- Медиакоммуникации и мультимедийные технологии
- Международный
- Энергетика и нефтегазопромышленность
- Приборостроение и техническое регулирование
- Промышленное и гражданское строительство
- Социально-гуманитарный
- Технология машиностроения
- Транспорт, сервис и эксплуатация
- Институт физической культуры и спорта
- Юридический
- Психология, педагогика и дефектология
- Школа архитектуры, дизайна и искусств
- Факультет военного обучения

В вузе реализуется более 100 направлений подготовки бакалавриата и магистратуры. Выпускники вуза трудоустраиваются на предприятия машиностроения, авиастроения, приборостроения, станкостроения, металлургии, сельхозмашиностроения и военно-промышленного комплекса Юга России.

## Структура вуза
ДГТУ имеет филиалы в 6 городах Ростовской области и России. Учреждения расположены в Волгодонске, Таганроге (Таганрогский политехнический институт), Азове (Азовский технологический институт), Шахтах (Институт сферы обслуживания и предпринимательства), Пятигорске (Институт сервиса и технологий) и Ставрополе (Технологический институт сервиса).
В декабре 1959 года в РИСХМе был создан филиал втуза при заводе «Ростсельмаш». В 1991 году на основании распоряжения Совмина РСФСР он был преобразован в Ростовский институт автоматизации и технологии машиностроения, а через четыре года стал именоваться Ростовской-на-Дону государственной академией сельскохозяйственного машиностроения. В 2009 году, в связи с реорганизацией ДГТУ, она вошла в структуру вуза как институт энергетики и машиностроения ДГТУ.
В состав учреждения вошли 4 факультета:
- «Агроинженерия»;
- «Энергетика и системы коммуникаций»;
- «Управление и предпринимательство»;
- «Нефтегазопромышленный».

## Руководство ДГТУ
Руководителями вуза были:
- 1930—1931 — Л. Б. Суница (директор);
- 1931—1932 — А. К. Витковский (директор);
- 1935—1938 — С. А. Сериков (директор);
- 1938—1939 — П. А. Чикиш (директор);
- 1939—1941 — И. И. Смирнов (директор);
- 1941 — Я. Г. Лившиц (и. о. директора);
- 1941—1943 — В. И. Лепорский (директор);
- 1943—1944 — Л. И. Лебиотко (директор);
- 1944—1973 — Л. В. Красниченко;
- 1973—1980 — Ю. В. Гриньков;
- 1980—1983 — академик РАСХН (ВАСХНИЛ) И. А. Долгов;
- 1983—1988 — Ю. А. Устинов;
- 1988—2007 — А. А. Рыжкин;
- С 2007 — Б. Ч. Месхи.

## Известные выпускники ДГТУ
- Выпускники Донского государственного технического университета